# 노스하트퍼드셔

노스하트퍼드셔의 위치

노스하트퍼드셔(영어: North Hertfordshire)는 잉글랜드 하트퍼드셔주에 위치한 비도시 자치구로 중심 도시는 레치워스이며 인구는 131,046명(2014년 기준), 면적은 375.4km2이다.